# Johann Georg Seitz

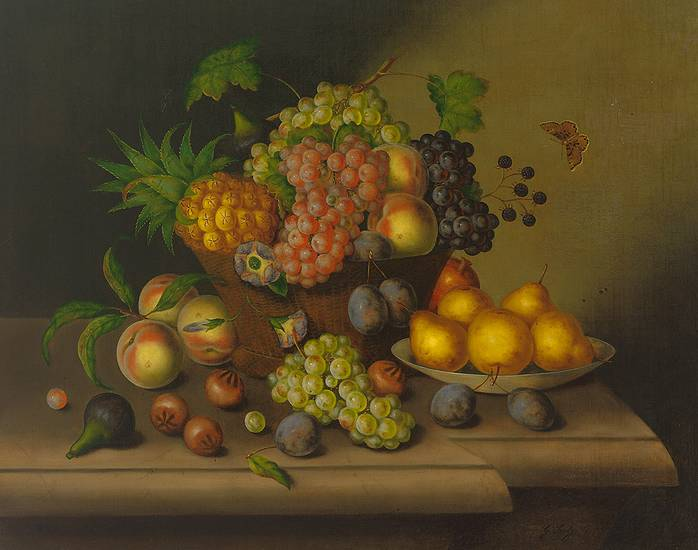
Johann Georg Seitz: Früchtestilleben mit Insekten, Trauben, Pfirsichen, Pflaumen, Birnen und Ananas in Weidenkorb und auf Teller

Johann Georg Seitz (* 14. März 1810 in Nürnberg; † 16. April 1870 in Wien) war ein deutsch-österreichischer Maler.
Seitz studierte vermutlich an der Wiener Akademie. Das künstlerische Werk (meistens Ölgemälde auf Leinwand) ist gekennzeichnet durch seine Stillleben mit Blumen oder Obstfrüchten. Einige seiner Werke wurden an der Akademie ausgestellt.
- 1830: ein „Früchtestück“ in Wasserfarben
- 1842: die Blumenstücke „Rosen“ und „Blumen“, die er in Ölfarben gefertigt hatte

In den Nachrufen zu seinem Tod wurde er auch als „ausgezeichneter Landschaftsmaler“ bezeichnet.